# Balanus flosculus
Balanus flosculus är en kräftdjursart. Balanus flosculus ingår i släktet Balanus och familjen havstulpaner.

## Underarter
Arten delas in i följande underarter:
- B. f. flosculus
- B. f. sordidus